# Amplicephalus bolivicus
Amplicephalus bolivicus är en insektsart som beskrevs av Rauno E. Linnavuori 1959. Amplicephalus bolivicus ingår i släktet Amplicephalus och familjen dvärgstritar. Inga underarter finns listade i Catalogue of Life.